# Dexamine thea
Dexamine thea är en kräftdjursart som beskrevs av Boeck 1861. Dexamine thea ingår i släktet Dexamine och familjen Dexaminidae. Arten är reproducerande i Sverige. Inga underarter finns listade i Catalogue of Life.